# 武吉知马站

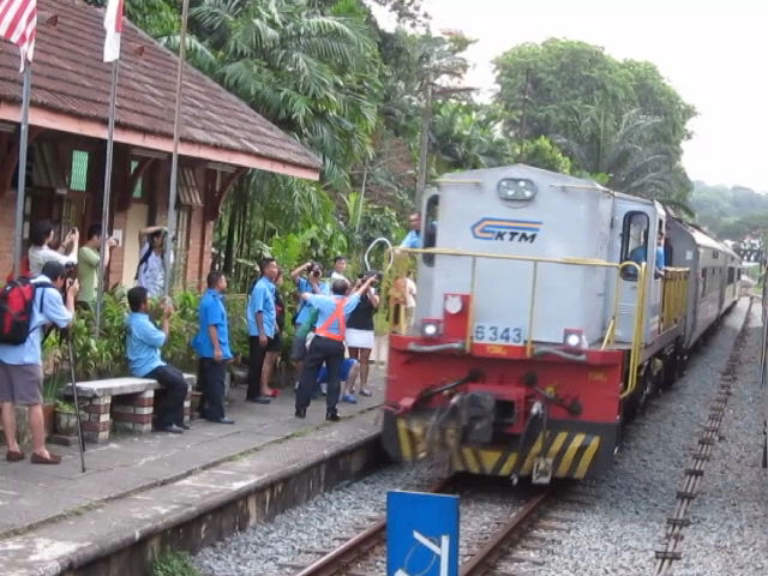
每列南下丹戎巴葛的火车车长，都必须向武吉知马站站长手中接过“通行钥匙”，安全确认火车是双向轨道上唯一运行火车。

武吉知马火车站（英語：Bukit Timah railway station），位于新加坡的武吉知马，新加坡铁路线上最古老的火车站，建于1903年。而现在的车站在1915年投入使用，是新加坡铁路最早的一批车站之一。

## 歷史
原为板屋，直到1960年7月17日才改建成砖砌的火车站。武吉知马火车站前共有三条轨道，最靠近车站的轨道是主轨，來往兀兰火车关卡去丹戎巴葛火车总站的火车驶过这条轨道。由于新加坡铁路是单線铁路，交會时，丹戎巴葛火车总站開往兀兰火车关卡的火车会停在中间的轨道上让车，而第三条轨道是车站的备用轨道。1993年起武吉知马火车站禁止上下客，所有乘客必须到丹戎巴葛火车总站上车，武吉知马火车站如同停用。然而，这个火车站仍设有站长，駐守在车站内。火车站主要用于南北向列车的错车以及信号控制。每列南下丹戎巴葛的火车车长，都必须向武吉知马站站长手中接过“通行钥匙”，安全确认火车是双向轨道上唯一运行火车。
由于新加坡的高度发展，这条铁路对新加坡也带来了许多困扰和威胁。1990年时，新加坡和马来西亚已经就解决主权问题达成了共识，并由当时的新加坡总理李光耀和马来西亚财政部长敦达因于1990年11月27日分别代表两国政府签订了《马来亚铁道公司在新加坡土地发展协议要点》（Points of Agreement，简称POA）。根据这项协议，马来亚铁道应在2001年2月将丹戎巴葛火车终站迁移至兀兰火车关卡，但马来西亚迟迟没有执行有关的协议要点，直到2010年马来西亚首相纳吉和新加坡总理李显龙同意从2011年7月1日起，将丹戎巴葛火车总站迁移至兀兰火车关卡（包括铁道关税局、移民局及检疫站）。由一家马来西亚的国库控股及新加坡的投资臂膀淡马锡控股将联合成立马新私人有限公司（M-S Pte Ltd），并分别掌控60%及40%股权，发展由马来亚铁道让出的土地。而马来亚铁道让出的土地，将由新加坡政府以相等价值的土地，即以在滨海南（Marina South）与奥菲亚—梧槽（Ophir Rochor）土地作为交换。马来亚铁道位于新加坡丹戎巴葛、克兰芝及在武吉知马的3块土地，总数达217公顷的土地将由成立的联合公司负责发展。

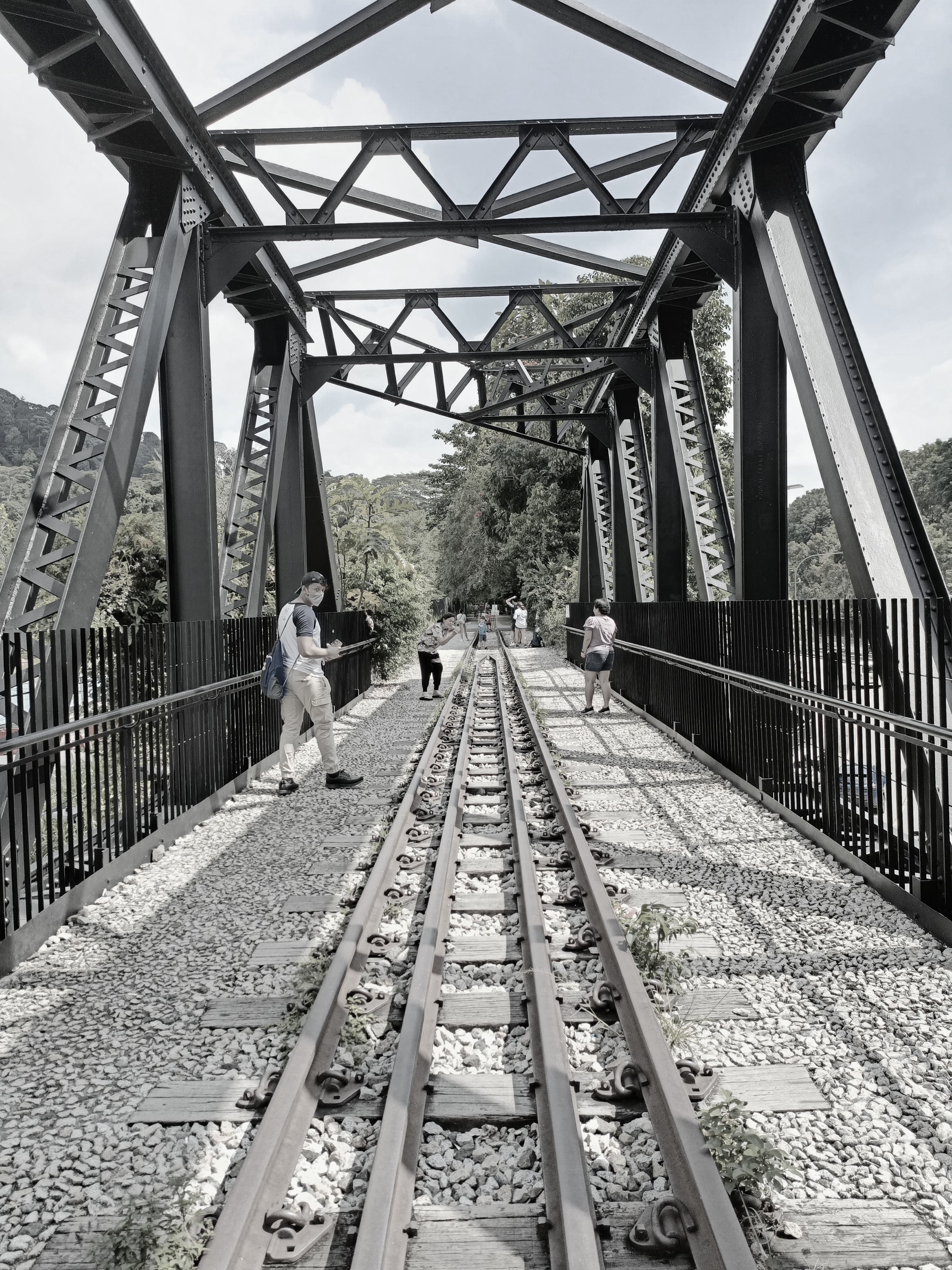
被荒廢的路軌

2011年6月30日，丹戎巴葛火车总站最后一班列车由马来西亚柔佛州苏丹伊布拉欣伊斯迈殿下开出丹戎巴葛火车总站，途径武吉知马火车站，完成了它的使命。2011年7月1日凌晨12时，武吉知马火车站正式由新加坡土地局接管。